# Veronica cymbalaria
Veronica cymbalaria é uma espécie de planta com flor pertencente à família Scrophulariaceae. 
A autoridade científica da espécie é Bodard, tendo sido publicada em Memoire sur la Veronique Cymbalaire 3. 1798.

## Portugal
Trata-se de uma espécie presente no território português, nomeadamente em Portugal Continental.
Em termos de naturalidade é nativa da região atrás indicada.

## Protecção
Não se encontra protegida por legislação portuguesa ou da Comunidade Europeia.